# Nemanema cylindraticaudatum
Nemanema cylindraticaudatum is een rondwormensoort uit de familie van de Oxystominidae. De wetenschappelijke naam van de soort is voor het eerst geldig gepubliceerd in 1922 door De Man.